# Peter Schrøder
Peter Schrøder, född 13 juni 1946 i Vemb, är en dansk skådespelare, regissör och manusförfattare.

## Filmografi (filmer som haft svensk premiär)

### Roller
- 1978 - Honungs måne - Jørgen
- 1980 – Elva timmar i en kvinnas liv - Steen
- 1980 - Lille Virgil och Gusten Grodslukaren - herr Oskar
- 1981 - Gummi Tarzan - Ivans far
- 1984 - Busters fantastiska värld - Busters far
- 1985 - Livet är en god grund
- 1988 - Rödtottarna och Tyrannus - borgmästaren
- 1989 - Ung flykt - mäklare
- 1990 - Kärlekens vårflod - Paulines far
- 1992 - Mörkläggning
- 1992 - Sofie - läkaren
- 1992 - Krummerne II - Boris
- 1993 - Brandbilen som försvann - Mogenssen
- 1999 - Klinkevals - Knudsen

### Regi
- 1993 - Det forsomte forår
- 1995 - Bara en flicka

## Utmärkelser
- 1982 - Bodil - Bästa manliga biroll i Gummi Tarzan
- 1991 - Robert - Bästa manliga biroll i Kärlekens vårflod